# Kontaktszemély
A kontaktszemély az általános nyelvhasználatban kapcsolattartó személyt jelöl.
Sajátos a kontaktszemély fogalma a járványügyben. A kontaktszemély (a közbeszédben gyakran csak kontakt) fogalmát és a kontaktszemélynek minősülő személyek által követendő kötelező magatartási szabályokat jogszabályok határozzák meg kötelező jelleggel.

## Magyarországon
Magyarországon a COVID-19 betegséggel összefüggő járványi megfigyeléssel kapcsolatban 2020. szeptember 1-jétől  kontaktszemély az olyan személy, aki 
- COVID-19 betegségben szenvedő személlyel érintkezett,
- nem mutatja a COVID-19 betegség tüneteit, és
- akit a hatóság kontaktszeméllyé nyilvánít.[3]

A járványügyi hatóság a kontaktszemélyt mozgási szabadságában úgy is korlátozhatja, hogy meghatároz számára egy lakást, ahhoz tartozó bekerített helyet vagy egyéb, egészségügyi intézménynek nem minősülő helyet, amelyet a kontaktszemély a járványügyi megfigyelés időtartamára nem hagyhat el. Ezt a korlátozást a járványügyi hatóság csak a jogszabályban előírt vizsgálatok elvégzése illetve megfelelő eredménye alapján szüntetheti meg, határozatával. 

## Forrás
- 409/2020. (VIII. 30.) Korm. rendelet a COVID-19 betegséggel összefüggő járványügyi megfigyelés esetén alkalmazandó egyes szabályokról